# 延斯·彼得·劳尔森
延斯·彼得·劳尔森（丹麥語：Jens Peter Laursen，1888年1月1日—1967年5月27日），丹麦男子竞技体操运动员。他曾代表丹麦获得1912年夏季奥运会体操比赛男子团体瑞典式银牌。他于1967年在腓特烈斯贝去世。